# Pietro Boschetti
Pour les articles homonymes, voir Boschetti.
Pietro Boschetti (né en 1955 à Fribourg), historien de formation, est un journaliste suisse.

## Biographie
Pietro Boschetti a travaillé comme journaliste, successivement pour La Brèche (stage de journaliste), l’Agence télégraphique suisse, Le Nouveau Quotidien, comme indépendant, puis à la RTS pour Temps présent. Il a pris sa retraite en 2020. 
Il a notamment publié trois essais : 
1. Sur le travail de la Commission Bergier qui détaille le rôle des banques suisses durant la Seconde Guerre mondiale (Les Suisses et les Nazis : le rapport Bergier pour tous, 2005) ;
2. Sur la montée en puissance de l'Union démocratique du centre (UDC) depuis les années 1970 (La conquête du pouvoir : essai sur la montée de l'UDC, 2007) ;
3. Sur l'organisation de la prévoyance professionnelle en Suisse par des assurances privées (L'Affaire du siècle, le 2e pilier et les assureurs, 2023).

Sur ce troisième thème, il a également réalisé le film documentaire Le protokoll - L'histoire cachée du deuxième pilier, avec Claudio Tonetti (2022). Le documentaire comprend des témoignages de Ruth Dreifuss, Christine Egerszegi-Obrist, Toni Bortoluzzi, Hugo Fasel, Stéphane Rossini et Meinrado Robbiani (de),,.

## Publications
- Les Suisses et les Nazis : le rapport Bergier pour tous  (préf. Jean-François Bergier), Éditions Zoé, 2005, 189 p. (ISBN 978-2-88182-520-0).
- (en collab. avec Bertrand Müller) Entretiens avec Jean-François Bergier, Éditions Zoé, 2006.
- La conquête du pouvoir : essai sur la montée de l'UDC, Éditions Zoé, 2007 (ISBN 9782881826009).
- L'Affaire du siècle, le 2e pilier et les assureurs, Éditions Livreo-Alphil, 2023 (ISBN 978-2-88950-132-8)[5].